# 배준동
배준동은 대한민국의 기업인으로, SK텔레콤의 사장이며, TU미디어콥의 부사장이다.

## 참고 자료
- 네이버 인물 정보 - 배준동